# The Egret Hunter
The Egret Hunter  è un cortometraggio muto del 1910 diretto da Sidney Olcott e interpretato da Gene Gauntier e James Vincent.

## Produzione
Il film fu prodotto dalla Kalem Company. Venne girato a Jacksonville, Florida.

## Distribuzione
Distribuito dalla Kalem Company, il film - un cortometraggio di una bobina - uscì nelle sale cinematografiche USA il 6 maggio 1910.